# Cantone di Albestroff
Il Cantone di Albestroff era una divisione amministrativa dell'arrondissement di Château-Salins.
È stato soppresso a seguito della riforma complessiva dei cantoni del 2014, che è entrata in vigore con le elezioni dipartimentali del 2015.
Comprendeva i comuni di:
- Albestroff
- Bénestroff
- Bermering
- Francaltroff
- Givrycourt
- Guinzeling
- Honskirch
- Insming
- Insviller
- Léning
- Lhor
- Lostroff
- Loudrefing
- Marimont-lès-Bénestroff
- Molring
- Montdidier
- Munster
- Nébing
- Neufvillage
- Réning
- Rodalbe
- Torcheville
- Vahl-lès-Bénestroff
- Vibersviller
- Virming
- Vittersbourg